# ナンバカ
『ナンバカ』 (THE NUMBERS) は、双又翔による日本の漫画作品。『comico』 (NHN comico) にて2013年10月より連載中。単行本はアクションコミックス comico BOOKS（発行：NHN comico）より刊行。
作者がお気に入りという「監獄レストランザ・ロックアップ（刑務所風コンセプト居酒屋）」が作品のモデルになっている。タイトルの由来は「ナンバーの付いたバカたち」から。フルカラーWeb漫画という媒体を活かした鮮やかな彩色と多彩なキャラクターが特徴的。
2016年10月から12月まで第1期のテレビアニメが放送された。2017年1月から3月まで第2期がネット配信された。また、同年9月に舞台化されることが決定し、超!脱獄歌劇「ナンバカ」としてZeppブルーシアター六本木にて上演することが決定した。

## あらすじ
とある孤島に所在する、日本最大にして世界最高水準のセキュリティを持つ刑務所「南波刑務所」。ここの最も奥に存在する13舎13房の雑居房に捕らわれている4人の囚人と、彼らを監視する看守は今日もハイテンションな行動と会話を繰り広げる。

## 登場人物
声はアニメ版における声優、演は舞台版における俳優となっている。

### 13舎13房 囚人
ジューゴ
声 - 上村祐翔 / 演 - 赤澤燈
囚人番号15番でナンバープレートは1315。16歳の日本人。身長169cm、体重51kg。趣味・特技は脱獄。嫌いなものは視力検査。4人の中では一番クールな常識人だが、周囲に乗せられてヒートアップすることも少なくない。どんなものでも「鍵」であれば外せないものはないと豪語する驚異的な解錠の達人で、電子ロックからアナログの鍵まで種類を問わず一瞬にして無効化してしまう。だが、過去に寝ている間に何者かによって着けられた首と両腕の枷だけはどうしても外せず、枷の秘密とそれを付けたと思われる「首の後ろに傷を持つ男」の謎をこの南波刑務所で明かそうとしている。両目の色は角度によって変化する(アニメではOPの1カットを除き右眼がピンク、左眼が緑色で固定)。
脱獄に関しては天才的だがそれ以外の能力は壊滅的で詰めも甘く、単独で脱獄しようとした場合は大抵直ぐに捕まってしまう。
ウノ
声 - 柿原徹也 / 演 - 北園涼
囚人番号11番でナンバープレートは1311。18歳のイギリス人。無類の女好き・遊び好きでギャンブラー。長い三つ編みが特徴的。
特にポーカーが得意で、イカサマはもちろん相手の細かい動きや癖を読み取り行動を予測できるうえ、同房の囚人たちからも「外れたことがない」と評されるほど勘も極めて鋭い。
自称・南波刑務所で一番のイケメン。ホラー（特にジャパニーズホラー）が苦手。行動力はあるが、平時は運動が大キライなインドア派。
女性とのデートを理由に脱獄を繰り返してきたが、現在は南波刑務所の受付嬢に一目惚れしたため、おとなしく収監されている。
ロック
声・演 - 汐崎アイル
囚人番号69番でナンバープレートは1369。19歳のアメリカ人。ケンカ好きでだが、それ以上に食い意地が張っている。猫好きな一面もあり、たびたび13舎に居着く黒猫の九を房に連れ帰っている。
腕っぷしに自信があり、並みの看守程度は集団相手でも蹴散らす指折りの武闘派囚人の一角で、本気になったロックを単身で制圧できる者は限られている。一目置かれている一や猿門に手合わせを挑むこともあった。収監された刑務所の食事の不味さに耐えられず脱獄を繰り返してきたが、現在は南波刑務所の食事をいたく気に入り、おとなしく収監されている。
アニメ版では良家の御曹司であったが父親に反発して素行不良となったと見られる描写がある。
ニコ
声 - 小林大紀 / 演 - 安川純平
囚人番号25番でナンバープレートは1325。16歳のアメリカ人。右目を包帯で巻いている。ロックとお揃いのオレンジ色のつなぎを着る。未知の病気や食物アレルギーを多数持つ。他人の動きを「伝染された」ようにそっくりに真似できる。また、日常的に多くの薬を服用しているため、毒薬の類が効きにくい。日本のアニメやマンガ、ゲームなどが大好きなオタク。
過去にスラム街でドラッグのバイヤーをしていたところを逮捕・保護された。注射と薬を嫌がり脱獄を繰り返してきたが、南波刑務所では本人の好む味の飲み薬で対処しているため、むしろ投薬の時間が一番の楽しみとなっている。猿門からは「ある意味ドラッグ野郎」と評された。

### 看守
一三舎
双六 一（すごろく はじめ）
声 - 関智一 / 演 - 郷本直也
第13舎主任看守部長。スキンヘッドの男性。29歳。13房の4人にいつも手を焼かされている。
柔道や書道の有段者である他、もともと常人離れした怪力を持つために肉弾戦では超常的な力を持つ者にも勝つなど無敵の強さを誇り、耐久力も異常と呼べる強度を誇る完璧超人で、今まで数多の刑務所を脱獄し尽くしてきた13房の4人組が失敗を繰り返しているのは、彼の活躍によるところも大きい。またウノにも勝るイカサマの腕を持つ。重度のヘビースモーカー。自宅謹慎中でも書類整理に勤しむ仕事中毒者。
五代 大和（ごだい やまと）
声 - 武内駿輔 / 演 - 稲垣成弥
13舎副主任看守。鍛錬が大好きな日本男児。常にフルパワーであり、直情的な熱血漢。極度の方向音痴であり、しばしば13舎内でも迷子になっている。大和丸という名の白馬に乗って通勤する。
七夕 星太郎（たなばた せいたろう）
声・演 - 奥山敬人
13舎で一番下っ端の看守。気が弱くもっぱら13房の4人のパシリにさせられている。南波刑務所のイケメンコンテスト優勝者であり、外部からも面会に来る女性が多い。手先が器用で、囚人や看守たちをデフォルメしたぬいぐるみを手作りすることも。
三舎
三葉 キジ（みつば キジ）
声・演 - Kimeru
第3舎主任看守部長。女性的な容姿を持つ。何かと一や猿門に小言を言うオカン的存在。「美」に対し、強いこだわりを示す。
アハト
三舎の看守。スタイリスト兼メーキャップとしてキジの同僚。
四舎
四桜 犬士郎（よざくら けんしろう）
声 - 山本匠馬 / 演 - 内海大輔
第4舎主任看守部長。正義感が強く、生真面目で常にクール。周りからは一のライバルと思われている。過去には警察庁に勤めていた。百子を慕っており、百子に思いを寄せられている一を敵視し甘やかされる猿門を羨ましく思っている。
双六 仁志（すごろく ひとし）
声 - 筆村栄心 / 演 - 野見山拳太
一の弟。女装癖があり、美少女にしか見えないため、面会室で会った13房の4人をときめかせるも男と聞いてガッカリさせる。後に4舎の看守となる。
私服ではロリータ系の服を着用しており、看守着任後も看守服を自分でアレンジしている模様。囚人に対してもフレンドリーで、その距離感の近さをたしなめられることも。兄とは似ても似つかないが、高い耐久力は共通している。また寝起きの声は一と間違えるほどそっくりらしい。
百夜 玄狼（びゃくや げんろう）
四舎副主任看守。黒い犬の姿だが、飾の作った動物の言語を人間の言葉に翻訳できる機械により、意思疎通が可能。厳格な性格。
一乃花 椿 （いのはな つばき）
第四舎担当看守。ボーダーコリー。飾の発明品により人間の言葉を話す。
二乃花 桔梗 （にのはな ききょう）
第四舎担当看守。ラフコリー。飾の発明品により人間の言葉を話す。
三乃花 柊 （さのはな ひいらぎ）
第四舎担当看守。ダルメシアン。飾の発明品により人間の言葉を話す。
四乃花 山茶花 （しのはな さざんか）
第四舎担当看守。ドーベルマン。飾の発明品により人間の言葉を話す。
五舎
悟空 猿門（ごくう さもん）
声 - 保志総一朗 / 演 - 橋本汰斗
第5舎主任看守部長。気が荒い。一を強くライバル視し、何かと食ってかかるが、調子にのって返り討ちにあうことの方が多い。百子といることが多く、一とは別に可愛がられているところがあり、犬士郎の嫉妬の対象の一人にされている。いつも一に負けているが、実際には看守のなかでもトップクラスの戦闘力を持っており、強者との手合わせを求むリャンとウパからはその対象として無類の興味を抱かれており、実力者である大和も「いつも、片腕だけでいなされ、最近、やっと両腕を使ってくれた（そして結局は負ける）」と言わしめ、ロックを指一本で小突いただけで倒した（その場にいて、猿門の実力を熟知しているウパとリャン、大和は絶対にロックが勝てないのを分かっていた）。
八戒 猪里（はっかい いのり）
声 - 板倉光隆
五舎の看守。35歳。身長220cm。勤務中も競馬や麻雀などに勤しむ不真面目な態度をとるため、いつも猿門にしめられている。
三蔵 法月（さんぞう ほうづき）
声 - 緒乃冬華
五舎の新人看守。22歳。身長172cm。物静かでややオドオドした青年。気を操り、「同氣同魂」の術によって自身の身体に姉の精神を宿せる。また鍼術師であり鍼で体のツボをつくことで動きを制限することなどが出来る。
六力 大仙（ろくりき だいせん）
声 - 高坂篤志
五舎の看守。25歳。身長179cm。武道館での倉庫整理を担当する。元サッカー選手。鹿角鈎を用いて戦う。猿門を強く慕っている。
八力 大仙（ようりき だいせん）
声 - 金城大和
五舎の看守。五舎の奥にある格闘ジムでの監督を担当する。元プロレスラー。鈴羊鱗角刀を用いて戦う。
九力 大仙（ここりき だいせん）
声 - 長井新
五舎の看守。五舎グラウンドでの鍛錬の監督を担当する。元マラソン選手。虎牙槍を用いて戦う。
一舎
一条 兎万兎（いちじょう とまと）
一舎主任看守。年齢不明(ただし30歳は過ぎている)。身長143cm。機械いじりと発明が大好きで、13舎のトラップも彼の手によるものである。好奇心が強くジューゴの枷にも興味を示している。身長のことをいじるとキレるらしい。
二舎
弐懐道 帝牙（にかいどう たいが）
二舎主任看守。
二舞下 猫（にまいじた まお）
声 - 大地葉
二舎副主任看守。24歳。166cm。常に昇進や給料のことばかり考えている。お調子者でずる賢く噂好き。猿門の後輩にあたるが、彼を全く尊敬していない。
六舎
ダミアン
六舎主任看守。42歳。身長283cm。ジェイソン・ボーヒーズのようなホッケーマスクを被っているが、とても弱気でネガティブな性格。 みんなからは「ダミさん」と呼ばれている。
七舎
七色 虹升（なないろ にじます）
七舎主任看守。年齢不明。身長175cm。いつもお菓子とオモチャを持ち歩いている。お菓子を食べないと死ぬらしい。顔の右半分はピエロのような仮面に隠されている。
八舎
八摩多 大蛇（やまだ おろち）
八舎主任看守。
九舎
九尾 狐異ノ助（きゅうび こいのすけ）
九舎主任看守。
十舎
十箱 辰三（じゅうばこ たつみ）
十舎主任看守。
十一舎
リアン・エイ11号
十一舎主任看守。
十二舎
スカラー・B・ケペル12世
十二舎主任看守。
その他の看守
百式 百子（ひゃくしき ももこ）
声 - 明坂聡美
看守長。29歳。常に毅然とした態度を取っているが、実は一に恋をしており、特にその声にときめく純情な一面もあるが、威圧感が強く誤解されることもしばしばで、一が頭が上がらない（地位の高い人間というのもあるが）数少ない人物でもある。13房の4人の奇行にコミカルに呆れるなど、ノリの良い一面もある。
一声 三鶴（ひとこえ みつる）
声 - 津田健次郎 / 演 - 髙木俊
放送局部部長。新年恒例の舎房対抗「新年大会」では実況担当を務める。普段はセキュリティールームで南波刑務所全体を監視している。常にハイテンションで遊び好き。一とは付き合いが長い。
南波女子刑務所
シン・サウザンド
南波女子刑務所の看守長。

### その他の囚人
九十九（つくも）
声 - 豊永利行、高瀬朝季（少年） / 演 - 内海啓貴
囚人番号99番でナンバープレートは1399。22歳。自称忍者だがドジをやらかすことが多く、13舎13房に入った直後に11房に部屋変えさせられる。その正体はかつて主に忍者映画の主演で大人気を博した、忍びの里出身の人気俳優。アドリブは苦手。
ムサシ
声 - 細谷佳正 / 演 - 宮元英光
囚人番号634番でナンバープレートは4634。21歳のドイツ人で4舎10房の囚人。先天的に「人体発火」を起こす特異体質で、炎を自在に操る。かつて両目をジューゴに切られ、目が見えない。ある目的からジューゴの枷を狙っている。一見荒い気性に見えるが、本質は勤勉で温厚な青年。カエルが苦手。
リャン
声 - 藤原祐規、武藤真子（少年） / 演 - 星乃勇太
囚人番号2番でナンバープレートは0502。19歳の中国人で5舎8房の囚人。拳法の達人であり、強さを追い求めて鍛錬を重ねる、ストイックな努力家。ロックとは南波刑務所に収容された当初は同じ房で、勝負を挑んだが敗れている。中性的な容姿だが、「女みたい」と言われることを嫌う。第2部の終盤で5舎8房が破壊され復旧工事の間だけ3舎6房に転属したため、第2部終了時点でのナンバープレートは0302。
ウパ
声 - 小林ゆう
囚人番号58番でナンバープレートは0558。中国人で5舎8房の囚人。外見上は少年だが、本当の年齢は不明。気功使いで小柄だが、強力な気功術を放つ。新年大会以来、空中飛行が出来ることから、それに憧れたニコには「師匠」と呼ばれ慕われている。第2部の終盤で5舎8房が破壊され復旧工事の間だけ13舎13房に転属したため、第2部終了時点でのナンバープレートは1358。
チィー
声 - 大河元気
囚人番号71番でナンバープレートは0571。25歳の中国人で5舎8房の囚人。元・漢方の薬剤師。植物や薬、毒薬に関する知識に秀でている。普段はもっぱら怠けていてやる気を見せず、リャンやウパからクズ呼ばわりされている。第2部の終盤で5舎8房が破壊され復旧工事の間だけ4舎10房に転属したため、第2部終了時点でのナンバープレートは0471。
トロワ
声 - 安達勇人
囚人番号3番でナンバープレートは0303。20歳のフランス人で3舎6房の囚人。女性用下着（ブラジャー）に強い執着をみせる。機械の扱いが得意で、火炎放射器や小型爆弾を即席で作れる。誰に対しても紳士的に振る舞う。ビリヤードが得意。
ハニー
声 - 光富崇雄
囚人番号82番でナンバープレートは0382。20歳でアメリカと日本のハーフ。3舎6房の囚人。女性用下着（パンツ）に強い執着をみせる。外向きには紳士的だが本性は口が悪くひねくれており、たびたび中指を立てる癖がある。また、本性を現すと3本の矢印状の髪が現れ、服装も崩れる。首筋にランジェリーを象った赤いタトゥーがある。ワイヤーを仕込んだバレットを得物とする。ダーツが得意。九十九の代表作である忍者映画の熱心なファンで、その正体に気づいている。
悟空 猿鬼（ごくう えんき）
声 - 黒田崇矢
悟空猿門の兄。元・五舎主任看守。37歳。身長304cm。規格外の屈強な体躯と優れた体術、崇高な思想を併せ持つ孤高のエリートで猿門を始め部下からの人望も厚い。しかし、「禁忌」とされる事件の後、五舎地下牢獄に収容されていた。
五浄 流河（ごじょう るか）
声 - 高橋直純
元・五舎看守。31歳。身長174cm。五舎地下牢獄に収容されていたが、猿鬼を慕い、彼の脱獄を助けるためジューゴらの前に立ち塞がる。女性的な化粧を施し、一人称は「アタイ」のいわゆるオネエ。キジとは反発し合うが、美への執着に関しては意見が合う様子。  風を操る鉄扇「芭蕉扇」を使うほか、水中での戦闘に長ける。
八萬（はちまん）
声 - 武田幸史
リャン、ウパ、チィーがかつて所属していたチャイニーズマフィアのボス。五舎地下牢獄に収容されていた。素顔は豚の頭部を被っているため、不明。鉄球を用いた強力な攻撃を繰り出す。裏切りや臓器売買などを平然と行う、卑劣で非道な性格。
富士さん（ふじ—）
囚人番号243番でナンバープレートは13243。13舎1房の囚人で尚且つ模範囚。過去に新年大会で優勝したことがあり、13舎に最高の風呂を造ることを要求した。前にいた刑務所では、何度殴られても倒れず髪が血で染まったことから「赤富士」という異名で恐れられていた。
草津（くさつ）
囚人番号932番でナンバープレートは13932。13舎1房の囚人で尚且つ模範囚。過去に新年大会で優勝したことがあり、13舎に最高の風呂を造ることを要求した。
サム
囚人番号36番でナンバープレートは1336。13舎の囚人。
コージ
囚人番号54番でナンバープレートは1354。13舎の囚人。
ザクロ
囚人番号396番でナンバープレートは1396。ジューゴと同じく枷をつけられており、傷の男を追っている。南波刑務所に侵入し、一条兎万兎によって一舎に収監された。ウノの娯楽室にも出入りするなど、メインの囚人たちと親しくしている。一舎では兎万兎の実験と研究に協力しており、「一条博士」と呼んで従っている。また、彼の命で飼育しているウサギの世話を任されている。

### その他の人物
シロ
元囚人（かつての囚人番号は456番）。無口なフランス人。囚人時代に食べた刑務所の料理が忘れられず、出所後に囚人食堂に勤務して見習いシェフをしている。屈強かつ強面で威圧感があるが、料理を褒められると無言でケーキをサービスする面もある。
サウナ
元囚人（かつての囚人番号は357番）。過去に新年大会で優勝したことがあり、13舎に最高の風呂を造ることを要求した。彼専用のサウナ室があるが、出所したため今は使用されておらず、彼以外が使用することも許可されていないらしい。
御十義 翁（おとぎ おきな）
声 - 家中宏
南波刑務所総合医院長。病人や怪我人の治療はもちろん、ニコの定期診察及び薬の処方、ジューゴやムサシの身体検査も行う。
御十義 飾（おとぎ かざり）
声 - 尾小平志津香
南波刑務所総合科学部長であり、翁の妻。南波内の様々な機械や設備の開発、整備を担う。翁とは夫婦喧嘩が絶えない。
神八（かぐや）
声 - 大地葉
女性型看護師アンドロイドであり、御十義夫婦が娘として溺愛する存在。正式名称は「KAGU-8」。機械の身体であるものの、セクシーな容姿で囚人たちに口説かれることも多い。
エルフ
声 - 岸尾だいすけ
神出鬼没の謎めいた存在。ジューゴの過去を知り、ムサシの過去や猿鬼の投獄にも非常に密接に関わっている。ある組織の研究に携わり、その邪魔になるものは即座に排除する。非常に残忍で非道な性格。
傷の男
声 - 池田政典
ジューゴが枷の手がかりとして追っている人物であり、ムサシの過去やエルフと深い繋がりを持つ。詳細は未だ謎に包まれている。
八鳥 半蔵（はっとり はんぞう）
声 - 高橋広樹
九十九のマネージャー。九十九の俳優としての力量を高く評価し、再び芸能界に戻るために尽力している。サングラスをいくつも身につけている。
三蔵 法子（さんぞう のりこ）
声 - 緒乃冬華
三蔵法月の姉。30歳。身長162cm。先天的に強力な「気」の力を持ち、他者の気を奪い死に至らしめるとして一族の中で幽閉されていたところを猿鬼に救われ、それ以来彼を強く慕い続けている。自己犠牲的だが、その意思は非常に強い。猿鬼を救うため「同氣同魂」を使い、法月と肉体と精神を共有し行動する。
九（くー）
声 - 小林大紀
一が看守室で飼っている黒猫。ふてぶてしい態度でほぼ寝ているが、脱獄したジューゴをいち早く発見するなど看守猫としては有能な様子。
ハク
シロが料理長に秘密で飼っている白猫。緑と黄色のオッドアイで、飼育環境ゆえか大柄でやや太め。

## 書誌情報
- 双又翔『ナンバカ』、NHN comico〈アクションコミックス comico BOOKS〉、既刊8巻（2018年7月12日現在）
  1. 2015年11月12日発売、ISBN 978-4-575-84713-0
  2. 2016年5月12日発売、ISBN 978-4-575-84794-9
  3. 2016年9月12日発売、ISBN 978-4-575-84846-5
  4. 2017年2月10日発売、ISBN 978-4-575-84924-0
  5. 2017年6月12日発売、ISBN 978-4-575-84970-7
  6. 2017年9月12日発売、ISBN 978-4-575-85026-0
  7. 2018年1月12日発売、ISBN 978-4-575-85090-1
  8. 2018年7月12日発売、ISBN 978-4-575-85195-3

## テレビアニメ
2016年10月から12月まで毎日放送、TOKYO MX、BS11にて第1期が放送された。
第2期は2017年1月から3月までネット配信された。その後東京と大阪にて3か月連続の単発イベント上映され、2017年9月18日からアニマックスでテレビ初放送された。

### スタッフ
- 原作 - 双又翔（comico）
- 監督・音響監督 - 高松信司
- シリーズ構成 - 広田光毅
- キャラクターデザイン - 戸谷賢都
- プロップデザイン - 大河広行
- 美術設定 - 高橋麻穂
- 美術監督 - 滝口勝久
- 色彩設計 - 秋元由紀
- 撮影監督 - 志村豪
- 編集 - 兼重涼子
- 音楽 - 藤澤健至
- 音楽制作 - 徳間ジャパンコミュニケーションズ
- 音楽プロデューサー - 関澤新二
- プロデューサー - 関澤新二、吹田沙矢、岩本昌子、高橋知子、金子文雄、杉多久磨、増田悟司、加納隆光、田中貴子
- アニメーションプロデューサー - 平野強
- アニメーション制作 - サテライト
- 製作 - 南波刑務所更生委員会（徳間ジャパンコミュニケーションズ、NHN comico、NAS、サテライト、クランチロール、ダックスプロダクション、GP MEDIA JAPAN、ソニー・ミュージックコミュニケーションズ、ネルケプランニング）

### 主題歌
オープニングテーマ「Rin!Rin!Hi!Hi!」
作詞 - The Super Ball / 作曲・編曲 - ハシグチカナデリヤ / 歌 - ハシグチカナデリヤ hugs The Super Ball（第1期）→ハシグチカナデリヤ（第2期）
エンディングテーマ「ナンバカ脱獄理論♪!」
作詞・作曲・編曲 - 加藤祐介 / 歌 - ジューゴ（上村祐翔）、ウノ（柿原徹也）、ロック（汐崎アイル）、ニコ（小林大紀）&双六一（関智一）

### 各話リスト
| 話数                    | サブタイトル                         | 脚本                    | 絵コンテ                | 演出                    | 作画監督                                                 | 総作画監督              |
| 第1期（テレビシリーズ） | 第1期（テレビシリーズ）              | 第1期（テレビシリーズ） | 第1期（テレビシリーズ） | 第1期（テレビシリーズ） | 第1期（テレビシリーズ）                                  | 第1期（テレビシリーズ） |
| ----------------------- | ------------------------------------ | ----------------------- | ----------------------- | ----------------------- | -------------------------------------------------------- | ----------------------- |
| 第1話                   | ナンバーのついたバカたち!            | 広田光毅                | 高松信司                | 石川俊介                | 戸谷賢都、小園菜穂                                       | 戸谷賢都                |
| 第2話                   | 囚人もバカ! 看守もちょっとバカ!      | 広田光毅                | 小野勝巳                | 高橋英俊                | 山田真也                                                 | 戸谷賢都                |
| 第3話                   | またバカが増えた!!                   | 広田光毅                | 石川俊介                | 石川俊介                | 大久保義之                                               | 小園菜穂                |
| 第4話                   | あけまして! ここから本気の新年大会!! | 望月真里子              | 稲井仁                  | 清水一伸                | 山田真也、河野絵美                                       | 戸谷賢都                |
| 第5話                   | イカサマとヒーロー                   | 坪田文                  | 小野勝巳                | 白石道太                | 小畑賢、坂友加里 小林優子、服部益実                      | 小園菜穂                |
| 第6話                   | THE・テコ入れ                        | 入江信吾                | 西澤晋                  | ヤマトナオミチ          | 坂本俊太、式地幸喜                                       | 戸谷賢都                |
| 第7話                   | 意外と切ない話でござる               | 広田光毅                | 江上潔                  | 横田一平                | 斎藤大輔、小島絵美                                       | 小園菜穂                |
| 第8話                   | バケモノとゴリラ                     | 坪田文                  | 吉沢俊一                | 吉沢俊一                | 大久保義之、田中亜優                                     | 河野絵美                |
| 第9話                   | お前はからっぽ!!                     | 入江信吾                | 佐山聖子                | 小野田雄亮              | 坂本俊太、本田創一                                       | 小園菜穂                |
| 第10話                  | 犬・猿・雉の憂鬱な一日               | 望月真里子              | 佐藤真人                | 白石道太                | 小畑賢、小林優子 挽本敦子、谷口りつ子 服部益実、松下純子 | 戸谷賢都                |
| 第11話                  | ご褒美もらいました                   | 坪田文                  | 稲井仁                  | 松本佳久                | 畑智司、坂本俊太 山田俊太郎、柳田幸平                    | 小園菜穂                |
| 第12話                  | 部屋とビリヤードとダーツと私         | 入江信吾                | 西本由紀夫              | 西本由紀夫              | 大久保義之、田中亜優                                     | 戸谷賢都                |
| 第13話                  | マジバカ                             | 広田光毅                | 稲井仁                  | 稲井仁                  | 大久保義之、坂本俊太                                     | 小園菜穂                |
| 第2期（ネット配信 OVA） |                                      |                         |                         |                         |                                                          |                         |
| 第14話                  | ナンバカはギャグアニメである。       | 坪田文                  | ヤマトナオミチ          | ヤマトナオミチ          | 小畑賢、挽本敦子、坂友加里 谷口りつ子、服部益美          | 戸谷賢都                |
| 第15話                  | スーパー仁志くん                     | 入江信吾                | 佐藤真人                | 佐藤真人                | 長坂寛治、畑智司 吉川美貴、Kim Myeongsim Kim Jinyeong    | 小園菜穂                |
| 第16話                  | 裏切りの5舎                          | 広田光毅                | 西澤晋                  | 嵯峨敏                  | 原田峰文                                                 | 戸谷賢都                |
| 第17話                  | 壊れていく何か                       | 望月真里子              | 石川俊介                | 石川俊介                | 植田羊一、坂本ひろみ 本田創一、長坂寛治                  | 小園菜穂 徳永久美子     |
| 第18話                  | お前は弱い                           | 入江信吾                | 西本由紀夫              | 山本貴之                | 山田真也、河野絵美                                       | 河野絵美                |
| 第19話                  | それぞれの自由                       | 望月真里子              | 日巻裕二                | 日巻裕二                | 中島裕里、Kim Myeongsim Kim Jinyeong                     | 戸谷賢都                |
| 第20話                  | 愚か者                               | 広田光毅                | 佐藤真人                | 佐藤真人                | 大久保義之、畑智司 坂本俊太                              | 小園菜穂                |
| 第21話                  | 覚醒する毒                           | 坪田文                  | 小川優樹                | 成田巧                  | 大久保義之、坂本ひろみ 本田創一、長坂寛治                | 戸谷賢都                |
| 第22話                  | 流されて                             | 入江信吾                | 筑紫大介                | 筑紫大介                | 小畑賢、挽本敦子 坂友加里、小林優子 服部益美、後藤麻梨子 | 小園菜穂                |
| 第23話                  | 音と言葉                             | 望月真里子              | 稲井仁                  | 宇根信也                | 宮川知子、飯田清貴                                       | 戸谷賢都                |
| 第24話                  | 前に進め!                            | 坪田文                  | 石川俊介                | 石川俊介                | 大久保義之、畑智司 中島裕里、後藤麻梨子                  | 小園菜穂                |
| 第25話                  | サラバカ!                            | 広田光毅                | 吉沢俊一                | 吉沢俊一                | 坂本俊太、長坂寛治 坂本ひろみ                            | 戸谷賢都                |
| 第26話OVA               | 出席番号のついたバカたち!            | 広田光毅                | 佐藤真人                | 成田巧                  | 三橋桜子、福田瑞穂                                       | 小園菜穂 戸谷賢都       |

### 放送局
| 放送期間                 | 放送時間                     | 放送局   | 対象地域   | 備考                           |
| ------------------------ | ---------------------------- | -------- | ---------- | ------------------------------ |
| 2016年10月5日 - 12月28日 | 水曜 3:00 - 3:30（火曜深夜） | 毎日放送 | 近畿広域圏 | 企画協力 / 『アニメ特区』第2部 |
|                          | 水曜 23:30 - 木曜 0:00       | TOKYO MX | 東京都     |                                |
| 2016年10月7日 - 12月30日 | 金曜 3:00 - 3:30（木曜深夜） | BS11     | 日本全域   | BS放送 / 『ANIME+』枠          |

| 配信期間                 | 配信時間           | 配信サイト |
| ------------------------ | ------------------ | --- |
| 2016年10月5日 - 12月28日 | 水曜 12:00 更新    | dアニメストア |
| 2016年10月8日 - 12月31日 | 土曜 12:00 更新    | ニコニコチャンネル 第1話は常時無料、2話以降有料 comico ナンバカチャンネル 最新話を同日23:00より1日限定無料配信 / 第1話は常時無料 バンダイチャンネル 第1話は常時無料 / 見放題サービス会員は全話見放題 hulu 有料会員は全話見放題 U-NEXT アニメ放題 Amazonプライム・ビデオ ひかりTV HAPPY動画 DMM.com ビデオマーケット GYAO!ストア |
|                          | 土曜 22:30 - 23:00 | ニコニコ生放送 |

| 配信期間               | 配信時間        | 配信サイト |
| ---------------------- | --------------- | --- |
| 2017年1月4日 - 3月22日 | 水曜 12:00 更新 | dアニメストア |
| 2017年1月7日 - 3月25日 | 土曜 12:00 更新 | ニコニコチャンネル 第14話は常時無料 / 第15話以降最新話限定で無料配信 comico ナンバカチャンネル 最新話を同日23:00より1日限定無料配信 / 第14話は常時無料 バンダイチャンネル 第14話は常時無料 / 見放題サービス会員は全話見放題 hulu 有料会員は全話見放題 MBS動画イズム 最新話限定で無料配信 U-NEXT アニメ放題 Amazonプライム・ビデオ ひかりTV HAPPY動画 DMM.com ビデオマーケット GYAO!ストア ふらっと動画 |

| 放送期間        | 放送時間                     | 放送局       | 対象地域 | 備考                             |
| --------------- | ---------------------------- | ------------ | -------- | -------------------------------- |
| 2017年9月18日 - | 月曜 0:00 - 1:00（日曜深夜） | アニマックス | 日本全域 | BS/CS放送 / 2話連続放送 字幕放送 |

### BD / DVD
| 巻 | 発売日         | 収録話          | 規格品番  | 規格品番  |
| 巻 | 発売日         | 収録話          | BD        | DVD       |
| -- | -------------- | --------------- | --------- | --------- |
| 1  | 2016年11月30日 | 第1話 - 第3話   | TKXA-1111 | TKBA-5341 |
| 2  | 2016年12月21日 | 第4話 - 第6話   | TKXA-1112 | TKBA-5342 |
| 3  | 2017年1月25日  | 第7話 - 第9話   | TKXA-1113 | TKBA-5343 |
| 4  | 2017年2月22日  | 第10話 - 第11話 | TKXA-1114 | TKBA-5344 |
| 5  | 2017年3月29日  | 第12話 - 第13話 | TKXA-1115 | TKBA-5345 |
| 6  | 2017年4月26日  | 第14話 - 第17話 | TKXA-1116 | TKBA-5346 |
| 7  | 2017年5月24日  | 第18話 - 第21話 | TKXA-1117 | TKBA-5347 |
| 8  | 2017年6月28日  | 第22話 - 第25話 | TKXA-1118 | TKBA-5348 |

### Webラジオ
『南波刑務所 放送局』は、2016年10月6日から12月29日までHiBiKi Radio Stationにて毎週木曜日に配信されたラジオ番組。9月22日にプレ配信が行われた。パーソナリティは一声三鶴役の津田健次郎。

## 舞台
『超！脱獄歌劇「ナンバカ」』のタイトルで、2017年9月14日から24日までZeppブルーシアター六本木にて上演。

### キャスト
- ジューゴ：赤澤燈
- ウノ：北園涼
- ロック：汐崎アイル
- ニコ：安川純平[9]
- 三葉キジ：Kimeru
- 四桜犬士郎：内海大輔
- 悟空猿門：橋本汰斗
- 一声三鶴：髙木俊
- 九十九：内海啓貴
- ムサシ：宮元英光
- リャン：星乃勇太
- 五代大和：稲垣成弥
- 七夕星太郎：奥山敬人
- 双六仁志：野見山拳太
- 双六 一：郷本直也
- 百式百子：明坂聡美（声の出演）
- ウパ：小林ゆう（声の出演）

### スタッフ（舞台）
- 原作 - 双又翔
- 脚本・演出 - 川尻恵太
- 主催 - 南波刑務所更生委員会・ぴあ・スカパー！・Zeppブルーシアター六本木運営委員会
- 制作 - ネルケプランニング